# Xyrichtys
Xyrichtys là một chi cá biển thuộc họ Cá bàng chài. Các loài trong chi này được gọi chung là razorfish ("cá dao cạo"), dựa vào hình dạng cơ thể trông giống như một chiếc dao cạo.

## Từ nguyên
Từ định danh xyrichtys bắt nguồn từ tiếng Hy Lạp, được ghép từ xyron ("dao cạo") và ichthys ("cá"), hàm ý đề cập đến hình dạng cơ thể của những loài thuộc chi này.

## Phạm vi phân bố
Các loài trong chi Xyrichtys hầu hết có phạm vi phân bố tập trung ở Đại Tây Dương và Đông Thái Bình Dương, duy nhất một loài có mặt ở Ấn Độ Dương là X. rajagopalani. Tuy nhiên, nhiều tác giả lại đặt X. rajagopalani vào chi Iniistius nên tình trạng phân loại của loài này vẫn chưa rõ ràng.

## Phân loại
Ban đầu, Iniistius được xem là một danh pháp đồng nghĩa với Xyrichtys. Tuy nhiên, trong luận văn Tiến sĩ của mình vào năm 1974, Tri-thuc Nguyen đã chỉ ra những điểm khác biệt về hình thái giữa Iniistius và Xyrichtys, trong đó có đề cập đến việc chiều dài của hộp sọ của Iniistius cao hơn đáng kể so với ở Xyrichtys. Ngoài ra, khoảng cách giữa hai gai vây lưng thứ hai và thứ ba của Iniistius lại rộng hơn khoảng cách giữa hai gai vây lưng thứ ba và thứ tư, trong khi cả hai khoảng cách này xấp xỉ bằng nhau ở Xyrichtys. Chính vì vậy, Iniistius được công nhận là một chi hợp lệ, tách biệt hoàn toàn với Xyrichtys.
Tương tự như Iniistius, Novaculops cũng từng được xem là danh pháp đồng nghĩa của Xyrichtys. Nhưng vào năm 2013, trong bản mô tả loài mới là Novaculops alvheimi, Randall đã công nhận Novaculops là một chi hợp lệ, bởi vì chúng không có phần trán dốc đặc trưng như ở Iniistius và Xyrichtys. Một số loài trước đây được xác định là thuộc chi Xyrichtys sau đó đã được chuyển sang chi Novaculops.

## Các loài

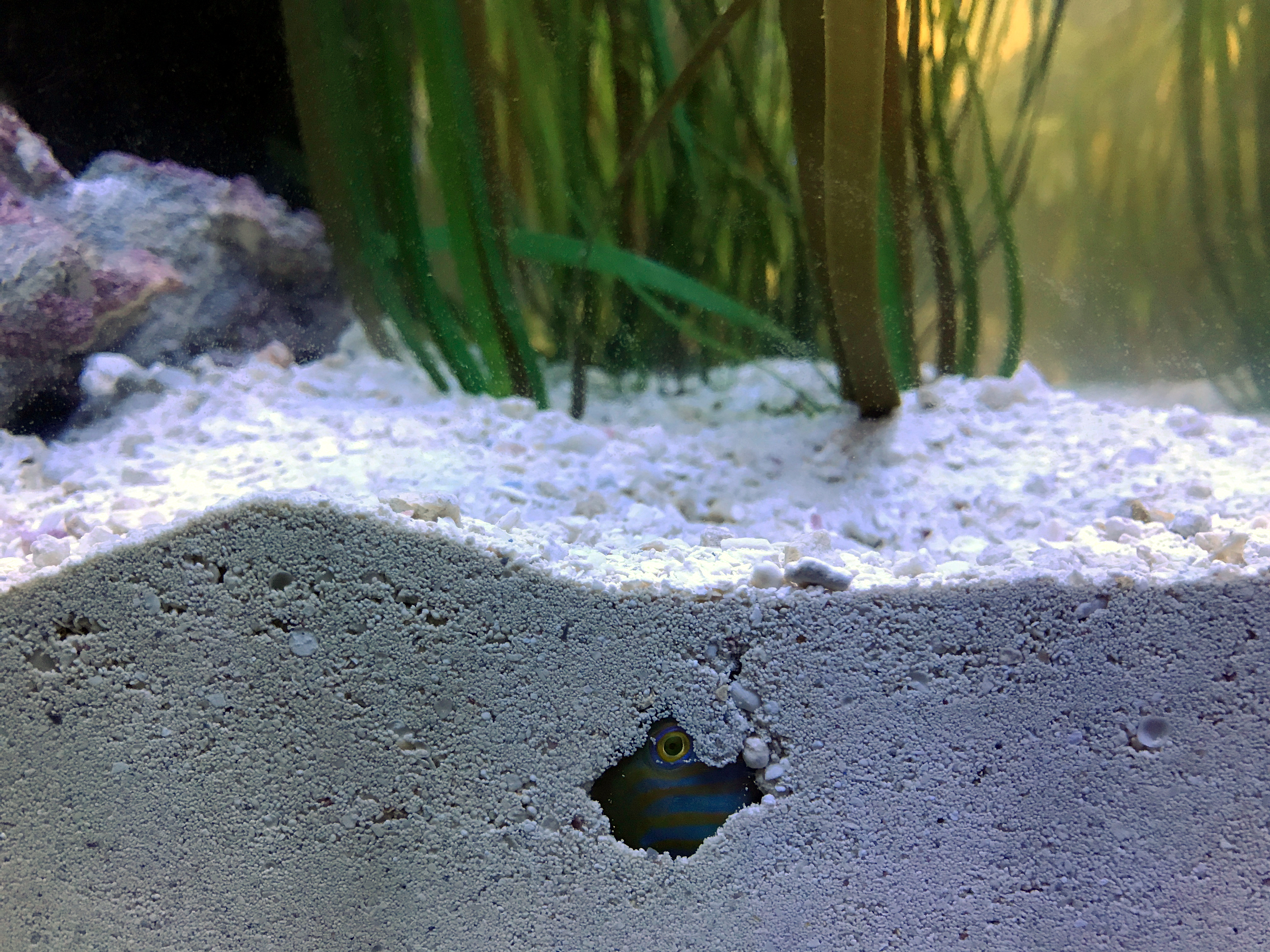
X. splendens đang ẩn mình bên dưới lớp cát

Có ít nhất 10 loài được công nhận là hợp lệ trong chi này, bao gồm:
- Xyrichtys blanchardi (Cadenat & Marchal, 1963)
- Xyrichtys incandescens Edwards & Lubbock, 1981
- Xyrichtys martinicensis Valenciennes, 1840
- Xyrichtys mundiceps Gill, 1862
- Xyrichtys novacula (Linnaeus, 1758)
- Xyrichtys rajagopalani Venkataramanujam, Venkataramani & Ramanathan, 1987
- Xyrichtys sanctaehelenae (Günther, 1868)
- Xyrichtys splendens Castelnau, 1855
- Xyrichtys victori Wellington, 1992
- Xyrichtys wellingtoni Allen & Robertson, 1995

Ngoài ra, còn một loài nghi vấn được xếp trong chi này, là X. javanicus. De Beaufort cho rằng, mẫu gốc mà Pieter Bleeker dùng để mô tả loài này nhiều khả năng là từ Đại Tây Dương, nhưng bị gán nhãn sai là "Java".

## Hành vi và sinh thái
Như Iniistius, phần trán dốc giúp Xyrichtys nhanh chóng đào hang dưới nền cát và dễ dàng di chuyển trong hang bằng những chuyển động uốn lượn của chúng. Hầu hết Xyrichtys đều là loài lưỡng tính tiền nữ và dị hình giới tính.

### Trích dẫn
- J. E. Randall; J. L. Earle (2002). "Review of Hawaiian Razorfishes of the Genus Iniistius (Percifonnes: Labridae)" (PDF). Pacific Science. Quyển 56 số 4. tr. 389–402. Bản gốc (PDF) lưu trữ ngày 5 tháng 2 năm 2022. Truy cập ngày 24 tháng 3 năm 2021.
- "Xyrichtys pastellus, a new razorfish from the southwest Pacific, with discussion of the related X. sciistius and X. woodi" (PDF). aqua, International Journal of Ichthyology. Quyển 14 số 3. 2008. tr. 149–158. {{Chú thích tạp chí}}: Đã bỏ qua tham số không rõ |authors= (trợ giúp)
- J. E. Randall (2013). "Seven new species of labrid fishes (Coris, Iniistius, Macropharyngodon, Novaculops, and Pteragogus) from the Western Indian Ocean" (PDF). Journal of the Ocean Science Foundation. Quyển 7. tr. 1–43.